# Metaemene atrigutta
Metaemene atrigutta är en fjärilsart som beskrevs av Walker 1862. Metaemene atrigutta ingår i släktet Metaemene och familjen nattflyn. Inga underarter finns listade i Catalogue of Life.